# Teodora Cardoso
Maria Teodora Osório Pereira Cardoso GOIH • GCIH (Estremoz, 1942 – Lisboa, 9 de setembro de 2023) foi uma economista portuguesa. Foi a primeira mulher a fazer parte da administração do Banco de Portugal. Entre 2012 e 2019 foi presidente do Conselho de Finanças Públicas, organismo responsável pela fiscalização do cumprimento das regras orçamentais em Portugal.

## Biografia
Nasceu em Estremoz, filha única. Estudou no Liceu Filipa de Lencastre, em Lisboa. Licenciou-se em economia pela Universidade Técnica de Lisboa no Instituto Superior de Ciências Económicas e Financeiras (atual ISEG). Iniciou a sua vida profissional no instituto de investigação de Economia na Fundação Calouste Gulbenkian, onde esteve 5 anos.
Técnica do Banco de Portugal entre 1973 e 1992, desempenhou funções no Departamento de Estatística e Estudos Económicos. Trabalhou nas áreas de macroeconomia, política monetária e relações com organizações internacionais. Chefiou aquele departamento entre 1985 e 1990. Foi posteriormente consultora da administração em 1991 e 1992.
No Banco Português de Investimento desempenhou as funções de consultora da administração entre 1992 e 2008. Integrou o Conselho Consultivo do Instituto de Gestão do Crédito Público (IGCP) entre 1996 e 2008. Em 2001, fez parte da Estrutura para a Reforma da Despesa Pública. Entre junho de 2008 e fevereiro de 2012, foi membro do Conselho de Administração do Banco de Portugal. Presidiu ainda ao Conselho Diretivo da Fundação Luso-Americana para o Desenvolvimento.
Presidiu ao Conselho das Finanças Públicas (CFP) de fevereiro de 2012 até março de 2019.
Desde 2016 até à sua morte, em 2023, foi sócia correspondente da Classe de Letras da Academia das Ciências de Lisboa (6.ª Secção - Economia e Finanças).
Morreu a 9 de setembro de 2023, em Lisboa, aos 81 anos.

## Distinções
- Grau de Grande-Oficial da Ordem do Infante D. Henrique (28 de junho de 2005)[6]
- Prémio Consagração de Carreira D. Antónia Adelaide Ferreira (2015)
- Grau de Grã-Cruz da Ordem do Infante D. Henrique (5 de setembro de 2019)[6]
- Economista Emérita, título atribuído pela Ordem dos Economistas (7 de novembro de 2024, na FEP no âmbito de conferência sobre o OGE’25).